# Мотема Пембе
Футбольний клуб «Дарінг Клуб Мотема Пембе» (фр. Daring Club Motema Pembe – Imana) — професійний футбольний клуб з Демократичної Республіки Конго, який базується в місті Кіншаса. Клуб заснований у 1936 році під назвою «Фалькон Дарінг», у 1949 році перейменований в «Імана», сучасну назву клуб отримав у 1985 році. «Мотема Пембе» проводить домашні матчі на стадіоні «Стад Тата Рафаель» місткістю 80 тисяч глядачів. Клуб грає в Лінафут, найвищому футбольному дивізіоні країни, та 12 разів ставав чемпіоном країни, клуб також 14 разів ставав володарем Кубка ДР Конго. У 1994 році «Мотема Пембе» став володарем Кубка володарів кубків КАФ.

## Титули і досягнення
- Чемпіон ДР Конго (12): 1963, 1964, 1974, 1978, 1989, 1994, 1996, 1998, 1999, 2004, 2005, 2008
- Володар Кубка ДР Конго (14): 1964, 1974, 1978, 1984, 1985, 1990, 1991, 1993, 1994, 2003, 2006, 2009, 2010, 2021
- Володар Суперкубка ДР Конго (2): 2003, 2005
- Володар Кубка володарів кубків КАФ: 1994